# Comedy of Menace
Comedy of Menace heißt übersetzt „Komödie des Chaos“. Das ist ein Wortspiel zu „Comedy of Manners“.
Diesen Begriff fand die Kritik in den 1960er Jahren für die Stücke von Harold Pinter. Dazu gehören unter anderen The Caretaker und auch The Birthday Party.
Der Begriff stammt von Irving Wardle. Charakteristisch ist die Atmosphäre in den Stücken, die die ganze Zeit eine Art Bedrohung vermittelt.